# Jean Lemulier de Bressey
Jean Lemulier de Bressey (parfois orthographié Le Mulier)  est un homme politique français né le 19 décembre 1739 à Dijon (Côte-d'Or), dans hôtel particulier de sa famille, et mort le 26 mai 1799 dans la même ville.
Conseiller honoraire au Parlement de Dijon, il est élu premier député de la noblesse bourguignonne aux états généraux de 1789. Il s'y est distingué pour avoir été l'un des rares députés, avec Marc-Antoine, marquis de Lévis, baron de Lugny-en-Charollois, à s'opposer en juin 1790 à la disparition de la noblesse héréditaire, en tant que partisan de l'Ancien Régime.

## Origine

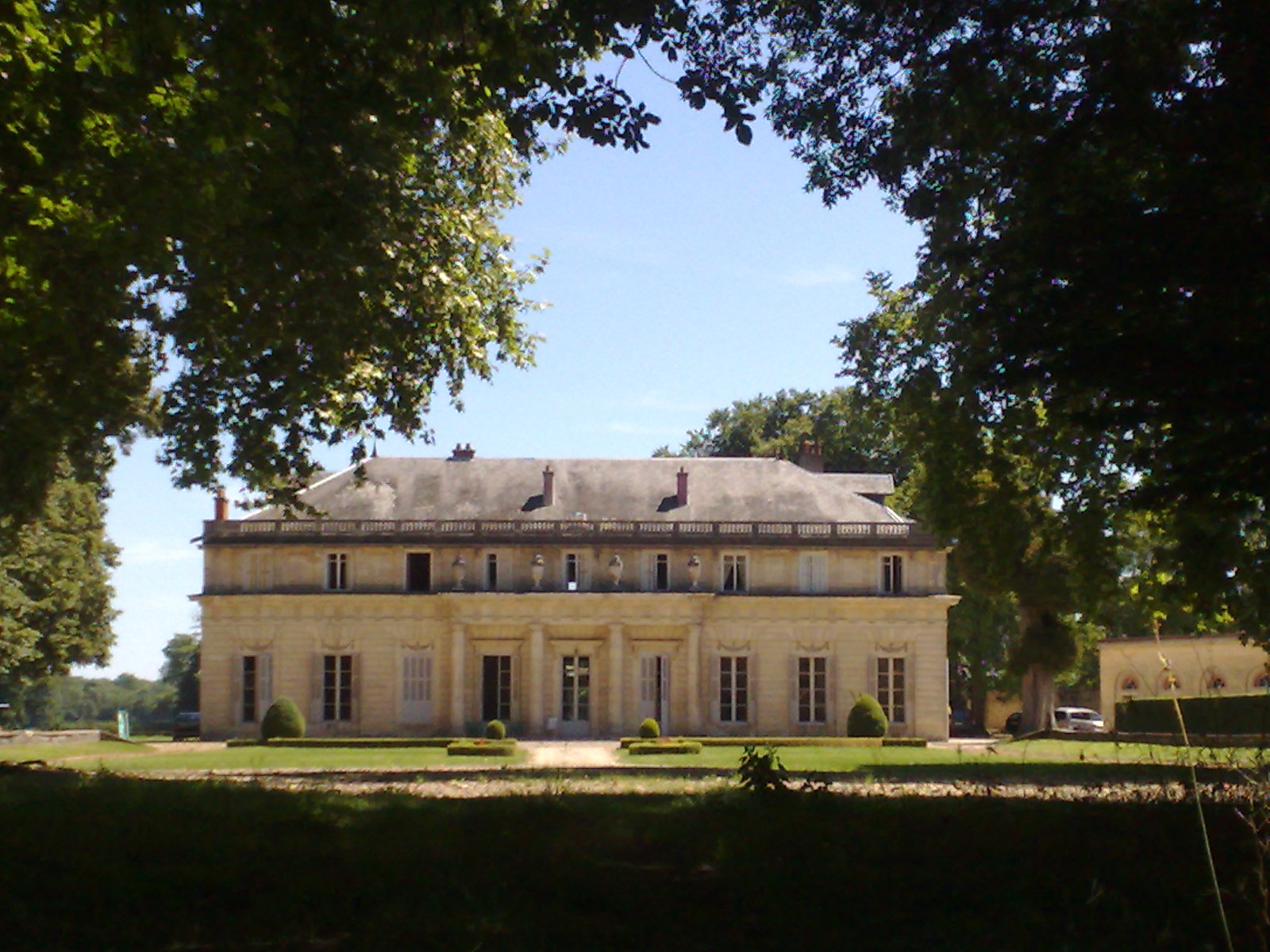
Château de Bressey-sur-Tille

Originaire de Semur-en-Auxois depuis le XIVème siècle, la famille Le Mulier ou Lemulier, puis Lemulier de Quercize et enfin Lemulier de Bressey est au service du duché de Bourgogne depuis Philippe le Bon. Son fief, à la naissance de Jean est celui de Bressey-sur-Tille, paroisse située à l'est de la ville de Dijon ; le château de Bressey étant situé en bordure du village. 
Fils de Jean-François, seigneur du lieu, Jean Lemulier de Bressey procède à l'agrandissement de l'édifice dans sa largeur et le réoriente grâce à l'adjonction d'une nouvelle façade tournée vers Dijon. Les travaux seront confiés à l'architecte d'origine milanaise Jean Caristie, neveu de Jean-Baptiste Caristie. Lemulier de Bressey fait également redessiner le grand parc comprenant des allées cavalières, un jeu de fossés et des jardins à la française. L'ensemble, demeuré jusqu'à nos jours dans sa descendance, sera classé Monument Historique en 1992 et accueille, aujourd'hui, des chambres d'hôtes.
Sa mère, Claudine Arcelot de Charodon est la co-héritère de Jean Gravier de Vergennes, président à la chambre des comptes et frère du Charles Gravier de Vergennes, secrétaire d'État des Affaires étrangères de Louis XVI.

## Carrière politique

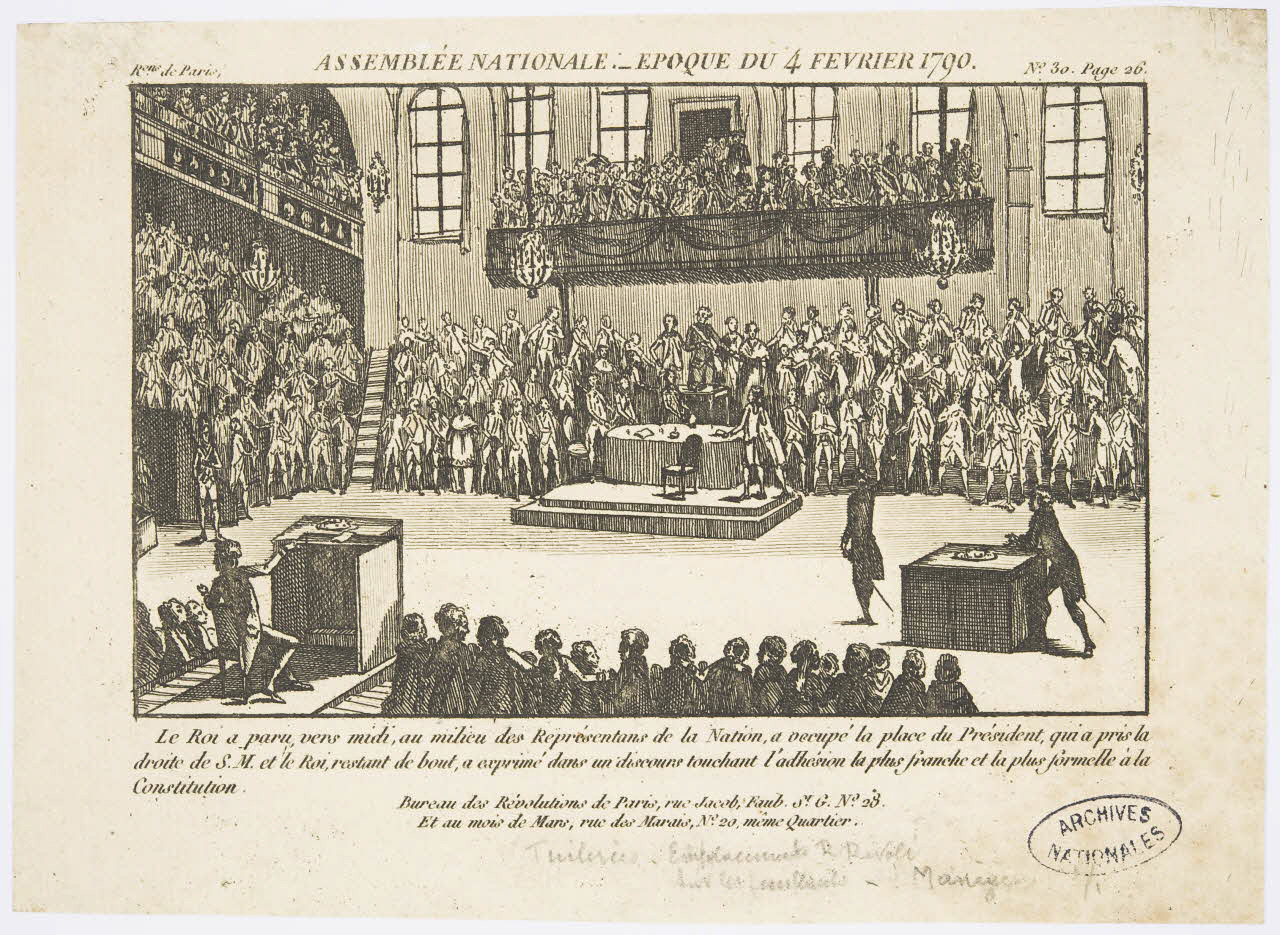
Assemblée nationale, au 4 février 1790

Cet aristocrate, très attaché à son rang, conseiller au parlement de Dijon et membre de l'académie de Dijon, est élu le premier sur la liste des deux députés représentant la noblesse le 7 avril 1789 au bailliage de Dijon (l'autre élu étant le marquis de Lévis), son cahier de doléance exige impérativement le vote par ordre. Le 13 avril 1790, au Couvent des Capucins Saint-Honoré, siège du club monarchique, il proteste contre la suppression des titres. Six jours plus tard, il signe la déclaration en faveur de la religion catholique comme religion d'état.
Son mandat à l'Assemblée nationale constituante dure du 7 avril 1789 au 30 septembre 1791 et son nom ne figurera pas sur la liste des députés de la législature suivante.
Selon sa fiche établie dans les états détaillés des liquidations faites par la Commission d'indemnités en 1826, l'ancien député partira en émigration, entrainant la confiscation de ses biens. Il reviendra cependant dans sa ville de Dijon avant sa mort survenue le 26 mai 1799 et sa famille (composée de deux filles Claudine, marquise d'Agrain et Louise-Mathie, Mme de Parcieu) obtiendra une compensation durant la Restauration ainsi que la restitution du château de Bressey-sur-Tille.